# Vuvuzela
Kèn Vuvuzela (phát âm: /vuːvuːˈzɛlə/), còn được gọi là lepatata (Tên của nó trong tiếng Tswana) là một loại nhạc cụ thuộc dòng kèn thổi hơi, dài 65 cm (2,13 ft), nó phát ra âm thanh đều đều lớn rất đặc biệt, khó chịu và có thể làm nhức đầu, thông thường khoảng 3 B ♭  (các B ♭ dưới đây là nốt C giữa trong âm nhạc). Một loại nhạc cụ tương tự, được gọi là corneta, được sử dụng tại Brasil và các nước Mỹ Latin khác. Nhiều loại vuvuzela, được làm ra bởi nhiều nhà sản xuất, có thể thay đổi cường độ và tần số âm thanh phát ra. Cường độ của các kết quả âm thanh phát ra phụ thuộc vào kỹ thuật và lực thổi.
Theo các nhà nghiên cứu âm thanh, tiếng kèn vuvuzela có độ ồn khủng khiếp nhất trong số những dụng cụ cổ động. Cụ thể, một chiếc kèn phát hết cỡ có độ ồn lên tới 127 decibel (db), tức lớn hơn tiếng còi trọng tài 5,2 db, hơn tiếng bò rống 12,1 db... Nên nhớ ngưỡng đau của tai người chỉ vào khoảng 130 decibel, vì thế nếu vài chục ngàn cổ động viên trên sân cùng thổi vuvuzela cùng lúc tiếng ồn sẽ khủng khiếp đến thế nào.
Theo truyền thống Nam Phi, lấy cảm hứng từ sừng của con kudu, vuvuzela được sử dụng để triệu tập dân làng xa xôi tới tham dự các cuộc tụ họp cộng đồng. Vuvuzela là một loại đồ vật được sử dụng rất nhiều tại các trận đấu bóng đá ở Nam Phi, và nó đã trở thành một biểu tượng của bóng đá Nam Phi, trong các sân vận động nó phát ra âm thanh to và âm thanh khàn đặc của nó phản ánh sự hứng khởi của những người hâm mộ. Nó đã được sử dụng tại FIFA Confederations Cup 2009 và World Cup 2010.
Vuvuzela cũng là chủ đề của những tranh cãi. Âm thanh cao độ của nó ở cự ly gần có thể dẫn tới mất thính lực vĩnh viễn cho đôi tai, với một tần suất âm thanh lên tới 120 Decibel (mức có thể gây đau đớn) tại 1 mét khi thổi.
| |
| Âm thanh vuvuzela Âm thanh một cây kèn vuvuzela tiêu chuẩn ngắn 58 cm (1,90 ft) Trục trặc khi nghe tập tin âm thanh này? Xem hướng dẫn . |